# Сімілєтов Емануїл Федорович
Емануїл Федорович Сімілєтов (Семілєтов; 1872, місто Новочеркаськ — 27 листопада 1919) — один з найбільш відомих донських козацьких генералів. Георгіївський кавалер.

## Походження та навчання
Емануїл Сімілєтов закінчив Новочеркаське козацьке училище. Випущений підхорунжим у 15-й Донський козацький полк. За станом здоров'я звільнений у відставку в чині сотника. Був товаришем голови Донського сільськогосподарського товариства.

## Участь у війнах
У 1914 році він добровільно пішов у діючу армію під час Першої світової війни. За бойові відзнаки у 1916 році Емануїл Сімілєтов був переведений у військові старшини. Наприкінці 1917 року повернувся на Дон і організував з молоді другий за чисельністю (після загону осавула Чернєцова) партизанський загін.
На початку 1918 року Емануїл Сімілєтов брав участь в обороні Новочеркаська. 12 лютого 1918 року виступив із загоном (дві кінні і три піші сотні при двох гарматах і тринадцяти кулеметах) у Степовій похід у складі загону Похідного отамана Петра Попова. Брав участь у боях за станиці Великокнязівську та Платовську.
11 квітня 1918 р. Емануїла Сімілєтова назначили Командуючим Північною групою військ. А 8 травня 1918 року після розформування партизанських загонів він вийшов у відставку. З 10 жовтня 1918 року перебував у резерві головнокомандувача Збройних Сил Півдня Росії. 
Із 6 грудня 1918 року Емануїл Сімілєтов командував сформованим ним в Новоросійську Донським пішим батальйоном. У лютому 1919 року він командував усіма партизанськими загонами Донської армії при отамані генералі Африкані Богаєвському.
Навесні 1919 року був призначений на посаду начальника зведено-партизанської дивізії («Партизанського корпусу») у складі Дудаковського, Чернецовського та Семілєтовського загонів, Студентської бойової дружини, Окремої кінної Партизанської сотні і 4-го Донського козачого полку.
У вересні 1919 року Емануїла Сімілєтова було переведено на посаду начальника 3-ї окремої Донської добровольчої бригади.

### Військові звання
- полковник (9 квітня 1918 року);
- генерал-майор (27 квітня 1918 року).

## Смерть
Емануїл Сімілєтов помер наприкінці листопада 1919 року від висипного тифу. Похований в Новочеркаську.

## Нагороди
- Орден Святого Георгія 4-го ст. (ВП 24 листопада 1916 р.)
- Георгіївська зброя (ПАФ 29.10.1917)